# Jakob Micyllus
Jakob Micyllus (nascido Jakob Moltzer; Estrasburgo, 6 de abril de 1503 – Heidelberg, 28 de janeiro de 1558), foi um humanista, poeta e pedagogo alemão. Foi também reitor da escola municipal de gramática em Frankfurt, e professor da Universidade de Heidelberg, lidando especialmente com estudos históricos.

## Principais obras
- Varia epigrammata graeca & latina & alia carmina graca, Basileia 1538
- Sylva variorum carminum
- Commentataria in Homerum, Basileia 1541
- Annotationes in Joh. Bocatii genealogiam Deorum, Basileia 1532
- Scholia ad Martialis obscuriores aliquot locos
- Ratio examinandorum versuum
- Calendarium
- Carmen elegiacum de ruina arcis Heidelbergensis, quae facta est 1537
- Annotationes in Ovidium, & in Lucanum
- Arithmetica logistica
- Euripidis vita, Basileia 1558
- De Tragaedia & ejus partibus
- Traductio aliquot operum Luciani cum scholiis
- Annotationes in Euripidem, Basileia 1562
- Urbis Francofurdi gratulatio ad Caronum, Leipzig 1530